# 里中ユウスケ
里中 ユウスケ（さとなか ユウスケ、7月31日 - ）は、日本のMC、司会者、スタジアムDJ。

## 人物
愛知県名古屋市出身（長久手町生まれ）。南山大学法学部法律学科卒業。
ラジオDJなどの活動も行う。

## 出演

### 映画
- ENOLA（2015年） - アズマ役
- この世で一番強いヤツ（2016年） - 金平太一役

### 舞台
- メニコンpresents 本能寺が燃える （2011年） - 森蘭丸役

### プロモーションビデオ
- RAG FAIR 「メリミー!!」（2009年）

### ラジオ
- I-mix（愛知北エフエム放送、2014年）
- サンキューイブニング（尾張東部放送、2013年）
- TAKASU AIR MIXX（高鷲スノーパークゲレンデDJ、2015 - 2016シーズン）
- ひる♡らぶ（エフエムとよたパーソナリティ、2020年 - 2021年 木曜日担当）
- ゆう♡らぶ（エフエムとよたパーソナリティ、2021年 - 2022年 水曜日担当）

### ナレーション
- しるし（CACチャンネル、2015年 - ）

### MC
- 名古屋オーシャンズ アリーナDJ（2014年 - ）
- HC名古屋 アリーナDJ
- トヨタ車体クインシーズ アリーナDJ
- アイシンティルマーレ アリーナDJ

- 中日ドラゴンズ スタジアムMC（2023年 - ）[1]

### その他
- 長久手武将隊 長久手歴史トラベラーズ（2011年 - 2013年） - 森長可役
- グレート家康公「葵」武将隊（2017年 - ） -本多忠勝役
- バントマン 第1話・第4話 - 第6話・第10話・最終話（2024年10月12日・11月2日 - 17日・12月14日・21日、東海テレビ・フジテレビ系） - スタジアムMC 役[2]